# Neue Rheinische Zeitung für Düsseldorf, Bergisches Land, Niederrhein
Die Neue Rheinische Zeitung für Düsseldorf, Bergisches Land, Niederrhein war eine von November 1945 bis Februar 1946 in Düsseldorf herausgegebene Zeitung.

## Geschichte
Sie erschien nach Ende des Zweiten Weltkriegs in Düsseldorf als Blatt der Britischen Besatzungsbehörde für den Regierungsbezirk Düsseldorf. Sie erschien zweimal wöchentlich und wurde mit der Lizenzierung deutscher Zeitungen im Februar 1946 eingestellt.